# Gmina Kornowac
Gmina Kornowac je vesnická gmina v okrese Ratiboř ve Slezském vojvodství na jihu Polska. V letech 1975–1998 byla gmina součástí Katovického vojvodství. Sídlem gminy je vesnice Kornowac. Žije zde přibližně 5 200obyvatel.

## Historie
Gmina Kornowac byla založena 1. ledna 1973. V té době ji tvořilo sedm starostenství: Kornowac, Pogrzebień, Rzuchów, Łańce, Kobyla, Brzezie a Pstrążna. Starostenství Brzezie bylo červnu 1976 z gminy vyňato a připojeno k městu Ratiboři. Od 1. února 1977 byla gmina Kornowac sloučena s gminou Lyski. Gmina Kornowac byla znovu obnovena k 1. lednu 1993.

## Přírodní poměry
Obec se nachází východně od Ratiboře, v trojúhelníku tří velkých měst: Rybnik, Ratiboř a Wodzisław Śląski, vzdálených od sebe méně než 15 kilometrů. Leží ve Slezské vysočině v západní části Rybnické náhorní plošiny (Płaskowyż Rybnicki). Terén je velmi rozmanitý, výškové rozdíly místy přesahují sto metrů. Malý kousek obce – ten nejjižnější – je součástí Ratibořské kotliny, která je součástí Slezské nížiny.
Celková rozloha území obce je 26,3 km², z toho 81 % je zemědělská půda a 10 % tvoří lesy.
Částečně se nachází v ochranném pásmu krajinného parku Cisterciácké krajinné kompozice (Cysterskie Kompozycje Krajobrazowe). Na jejím území se nachází přírodní a krajinný komplex „Bociek".

## Starostenství
Kobyla • Łańce • Pogrzebień • Rzuchów.

## Sousedící gminy
Gmina Kornowac sousedí s gminami Lyski, Lubomia, Pszów, Ratiboř.

## Partnerské obce
- Vřesina –  Česko